# Kathrin Hitzer
Kathrin Cornelia Hitzer (Balingen, 3 settembre 1986) è una biatleta tedesca.
In seguito al matrimonio con Toni Lang, a sua volta sciatore nordico di alto livello, dal 2012 ha assunto il cognome del coniuge e gareggia come Kathrin Lang.
Dal 2006 vive e si allena a Ruhpolding.

## Biografia
Nella sua carriera a livello juniores ha partecipato a due edizioni dei Mondiali di categoria, vincendo un argento in entrambe le edizioni. Fino alla stagione 2006-2007 la sua presenza con la squadra nazionale tedesca è stata discontinua anche per via degli studi, che le hanno permesso di diplomarsi nel 2006 all'Otto-Hahn-Gymnasium di Furtwangen im Schwarzwald.
La sua prima vittoria in Coppa del Mondo risale alla stagione 2007-2008, nella staffetta durante la tappa di Oberhof, mentre a livello individuale il primo successo è arrivato nella penultima tappa della stessa stagione, vincendo l'inseguimento a Chanty-Mansijsk, bissato il giorno successivo nella partenza in linea.
Nelle stagioni successive ha preso parte con discontinuità alle gare di Coppa del Mondo, complice la grande concorrenza all'interno della squadra tedesca, alternando le sue presenze nel circuito maggiore con la partecipazione nell'IBU Cup, trofeo a tappe sviluppato alla stregua della Coppa del Mondo e secondo per importanza solo a quest'ultima, tenuto sotto l'egida della federazione internazionale.
Nel corso della stagione 2009-2010 ha conquistato il trofeo dell'individuale di Ibu Cup, oltre a due medaglie d'oro e una d'argento agli Europei di quell'anno, a Otepää.

## Palmarès

### Mondiali juniores
- 2 medaglie:
  - 2 argenti (sprint ad Alta Moriana 2004; staffetta a Kontiolahti 2005)

### Europei
- 3 medaglie:
  - 2 ori (individuale, staffetta a Otepää 2010)
  - 1 argento (inseguimento a Otepää 2010)

### Coppa del Mondo
- Miglior piazzamento in classifica generale: 10ª nel 2007
- 15 podi (5 individuali, 10 a squadre):
  - 8 vittorie (2 individuali, 6 a squadre)
  - 4 secondi posti (1 individuali, 3 a squadre)
  - 3 terzi posti (2 individuali, 1 a squadre)

#### Coppa del Mondo - vittorie
| Data             | Località        | Nazione     | Specialità                                                  |
| ---------------- | --------------- | ----------- | ----------------------------------------------------------- |
| 3 gennaio 2008   | Oberhof         | Germania    | RL (con Simone Hauswald, Andrea Henkel e Kati Wilhelm)      |
| 9 gennaio 2008   | Ruhpolding      | Germania    | RL (con Magdalena Neuner, Sabrina Buchholz e Kati Wilhelm)  |
| 8 marzo 2008     | Chanty-Mansijsk | Russia      | PU                                                          |
| 9 marzo 2008     | Chanty-Mansijsk | Russia      | MS                                                          |
| 21 dicembre 2008 | Hochfilzen      | Austria     | RL (con Andrea Henkel, Simone Hauswald e Magdalena Neuner)  |
| 14 gennaio 2009  | Ruhpolding      | Germania    | RL (con Andrea Henkel, Kati Wilhelm e Magdalena Neuner)     |
| 11 dicembre 2010 | Hochfilzen      | Austria     | RL (con Magdalena Neuner, Sabrina Buchholz e Andrea Henkel) |
| 5 febbraio 2011  | Presque Isle    | Stati Uniti | MX (con Magdalena Neuner, Alexander Wolf e Daniel Böhm)     |

Legenda:

PU = inseguimento

MS = partenza in linea

RL = staffetta

MX = staffetta mista

### IBU Cup
- Vincitrice dell'IBU Cup di individuale nel 2010